# Долна-Хубавка
Долна-Хубавка (болг. Долна Хубавка) — село в Болгарии. Находится в Тырговиштской области, входит в общину Омуртаг. Население составляет 272 человека (2022).

## Политическая ситуация
В местном кметстве Долна-Хубавка, в состав которого входит Долна-Хубавка, должность кмета (старосты) исполняет Мустафа Исмаилов Хасанов (Движение за права и свободы (ДПС)) по результатам выборов.
Кмет (мэр) общины Омуртаг — Неждет Джевдет Шабан Движение за права и свободы (ДПС)) по результатам выборов.